# Skrajnia (Barcice)
Skrajnia – część wsi Barcice w Polsce, położona w województwie małopolskim, w powiecie nowosądeckim, w gminie Stary Sącz.
W latach 1975–1998 Skrajnia administracyjnie należała do województwa nowosądeckiego.